# Deltatorquevirus
Deltatorquevirus es un género recientemente descubierto de la también nueva familia Anelloviridae, en el grupo II de la clasificación de Baltimore. Comprende una única especie, Torque Teno Tupaia Virus. 